# Проспект Медиков
Проспе́кт Ме́диков — проспект в Петроградском районе Санкт-Петербурга. Проходит от набережной реки Карповки до Аптекарской набережной. На юг продолжается Большим проспектом Петроградской стороны, на северо-восток — Кантемировским мостом.
Проспект Медиков — участок важной для города трассы, соединяющей исторические центральные районы города (Петроградский и через него Василеостровский) с крупными восточными и северо-восточными промышленными и спальными районами (Выборгским, Калининским и Красногвардейским). Петропавловский мост соединяет проспект Медиков с Большим проспектом Петроградской стороны, а в сторону промышленных и спальных районов с проспекта Медиков ведёт Кантемировский мост на Выборгскую сторону, где трасса продолжается Кантемировской улицей Выборгского района, переходящей у пересечения Полюстровского проспекта в проспект Маршала Блюхера, по которому напрямую можно проехать наземным транспортом до восточной границы города, а через Кушелевскую дорогу и Гражданский проспект (исторический район Гражданка) — до северной.
Нынешнее название проспекту дано 2 октября 1970 года.

## История
С 1930-х годов на месте проспекта находился проезд, условно называвшийся Электросварочным проспектом. В октябре 1970 года он получил название проспект Медиков. Название связано с тем, что проспект проходит на Аптекарском острове, где находится основанный на базе старинных мастерских по изготовлению медицинских инструментов (петровской мастеровой «инструментальной избы», давшей название отходящей от проспекта Инструментальной улице) головной завод объединения предприятий медицинской техники «Красногвардеец».
Название проспекта обусловлено нахождением на нём и в его ближайших окрестностях ряда медицинских и родственных им учреждений федерального уровня: Института экспериментальной медицины, Института мозга человека имени Н. П. Бехтеревой РАН, НИИ гриппа, НИИ детских инфекций, химико-фармацевтический университет; сам Аптекарский остров считается названным по основанному также при Петре I «Аптекарскому огороду», ставшему современным Ботаническим садом Ботанического института имени В. Л. Комарова РАН (БИН РАН), а на противоположном берегу Карповки располагается один из крупнейших медицинских вузов города со своими клиниками — Первый медицинский университет им. академика И. П. Павлова.

## Объекты

### Нечётная сторона
- Филиал «Санкт-Петербургский Региональный центр» (СПб РЦ) Федерального государственного унитарного предприятия «Российская телевизионная и радиовещательная сеть» (РТРС) (ранее Ленинградский радиотелевизионный передающий центр) с телебашней[5].
- Ранее к юго-западу от телебашни находился стадион «Зенит»[6] (в СМИ иногда назывался «Телебашня» из-за соседства с ней). В 2014 году на его месте началось строительство жилого комплекса «Сканди-клуб» из нескольких корпусов[7].
- ФГБУ НИИ гриппа Министерства здравоохранения РФ[8].
- Здания, где ранее размещались производственные площадки завода полиграфического оборудования «Ленполиграфмаш»[9], выведенные из центра города в начале XXI века на Полиграфмашевский проезд. В этих зданиях (арх. Н. Е. Лансере и др.) разместились различные организации, включая одну из площадок городского Колледжа туризма и гостиничного сервиса[10], музыкальный клуб А2[11], русскую редакцию журнала Linux Format[12]. На внутренней территории комплекса зданий находятся памятник рабочим завода, погибшим во время ВОВ, и памятник печатному станку (станок-линотип советского производства, заключённый в стеклянный куб)[13].

### Чётная сторона
- Территория завода электросварочного оборудования «Электрик» — с 2008 года строительство жилого комплекса «Европа Сити». Этот участок земли в 1895 году купил Л. Ф. Дюфлон и его компаньоны Ю. К. Дизерен и А. В. Константинович для электротехнического предприятия, получившего в 1922 году название завода «Электрик». У здания была установлена мраморная стела с надписью: «Вечная слава электриковцам, отдавшим свою жизнь за Родину в суровые годы Великой Отечественной войны с фашизмом. 1941—1945 гг.». (1967 год, автор П. П. Каптелин). Летом 2008 года территорию завода как вдоль проспекта Медиков, так и вглубь по улице Академика Павлова расчистили[14] от промышленных зданий и сооружений под новое строительство — сначала бизнес-центра, а затем квартала многоэтажных жилых домов жилого комплекса «Европа Сити»[15] (пр. Медиков, д. 10) по современным проектам[16], которое в 2014 году продолжается[17].
- ГБОУ Гимназия № 70 Петроградского района[18] (между ул. Профессора Попова и Литераторов), прошедшая в начале 2010-х годов капитальный ремонт.
- Первый жилой дом Ленсовета (между пр. Медиков, наб. реки Карповки (д. 13) и ул. Литераторов) — один из примеров конструктивизма[19].

## Пересечения
- набережная реки Карповки
- улица Литераторов
- улица Профессора Попова
- улица Академика Павлова
- Аптекарская набережная